# V Zideh
V Zideh je naselje v Občini Lukovica.